# Chiostro Minore di San Francesco
Il chiostro Minore di San Francesco, insieme al chiostro Maggiore, appartiene al complesso della chiesa di San Francesco di Ascoli Piceno, nelle Marche.
A differenza del chiostro Maggiore, che si trova addossato alla parete di sinistra della chiesa, quello minore è ora il cortile interno di un edificio moderno con ingresso in via Ceci.

## Storia e descrizione
Questo chiostro risale al XIV secolo ed è caratterizzato da due piani di logge con archi portati da colonnine poligonali. Al centro del cortile c'è un pozzo che, nella vera, riporta scalpellato lo stemma di Ascoli ed il nome del donatore: